# Таврія (видавництво)
ДП "Видавництво «Таврія» перебуває в управлінні Державного комітету телебачення та радіомовлення України і входить до переліку об'єктів права державної власності, які не підлягають приватизації, але їх можна корпоратизувати. За державним статусом виконує переважно соціальні проекти -видання для шкіл, бібліотек, дитячих закладів та наукових установ. Це єдине видавництво в Криму, яке систематично випускає книги державною мовою, де є українська, російська, кримськотатарська редакції, що готують цими мовами художню, краєзнавчу, історичну та спеціальну літературу.

## Історія
Видавництво засноване 1921 року в м. Сімферополі під назвою «Крымиздат». У 1964—1971 називалося «Крим», з 1971 — «Таврія», республіканське видавництво Держкомвидаву УРСР. У радянський час «Таврія» обслуговувала Кримську і Херсонську області, випускало науково-популярну, суспільно-політичну, виробничу, краєзнавчу, туристську та художню літературу, альбоми. Видавництво було нагороджене Почесною Грамотою Президії Верховної Ради УРСР (1981).

## 1991—2014
«Таврія» — активний учасник Національної програми «Українська книга». Книжки кримських авторів видавалися за підтримки Республіканського комітету з інформації, комітету національних меншин і депортованих народів Ради міністрів АР Крим, Міжнародного фонду «Відродження». Високий творчий рівень редакторів, перекладачів та дизайнерів (у штаті видавництва 7 осіб) відзначений нагородами регіональних виставок та конкурсів.
У Криму в 2003 році здійснено репринтне видання першого тому фундаментальної наукової праці видатного українського садівника і науковця Льва Симиренка «Крымское промышленное плодоводство». Другий том за життя авторові так і не вдалося видати. Надіслані Симиренком до видавництва матеріали загубилися в Москві в роки громадянської війни і вважалися втраченими. Але згодом їх знайшли вітчизняні дослідники, що дозволило реалізувати задум ученого. Книга видана видавництвом «Таврія» накладом 2 тисячі примірників завдяки зусиллям і наполегливості упорядника, відомого симиренкознавця Петра Вольвача. У цій книзі видатного вченого з академічною повнотою викладені надбання та перспективи вітчизняного садівництва й помології — ретельний опис, з кольоровими ілюстраціями кожного сорту корисних рослин, введених за століття до культивації в різних регіонах країни.
2009 року на 18-му конкурсі «Найкращі книги року» видання «Таврії» «Благословенная Таврида. Крым глазами русских писателей» Галини Кунцевської отримало в Санкт-Петербурзі диплом Асоціації книговидавців країн СНД. У 2010 році на виставці-ярмарку «Кримська весна-2010» нагороджені дипломом Республіканського комітету з інформації в АР Крим за документальне історико-хронологічне видання «Корабельные вертолетчики» А. Садового.